# Nemastoma kozari
Espèce
Nemastoma kozari est une espèce d'opilions dyspnois de la famille des Nemastomatidae.

## Distribution
Cette espèce est endémique de Bosnie-Herzégovine. Elle se rencontre dans les Vlašić planina.

## Description
Le mâle holotype mesure 1,90 mm et la femelle paratype 2,03 mm.

## Systématique et taxinomie
Cette espèce a été décrite par Novak, Kozel, Podlesnik et Raspotnig en 2021.

## Étymologie
Cette espèce est nommée en l'honneur de Senad Kozar.

## Publication originale
- Novak, Novak, Kozel, Schaider, Komposch, Lipovšek, Podlesnik, Paušič & Raspotnig, 2021 : « Hidden diversity within the Nemastoma bidentatum Roewer, 1914 complex (Opiliones: Nemastomatidae) Part I: Morphological evidence. » European Journal of Taxonomy, vol. 777, p. 1–67 (texte intégral).